# باباتريغو
بلدية باباتريغو (بالإسبانية: Papatrigo) هي بلدية تقع في مقاطعة آبلة التابعة لمنطقة قشتالة وليون وسط إسبانيا.

## الديموغرافيا
بلغ عدد سكان بلدية باباتريغو 272 نسمة عام 2011 (وفقاً للمعهد الوطني للإحصاء الإسباني).
| 343 | 338 | 332 | 294 | 284 | 268 | 272 |